# Cybosia mesomellula
Cybosia mesomellula là một loài bướm đêm thuộc phân họ Arctiinae, họ Erebidae.